# جينيفيف هيكر
جينيفيف هيكر (بالإنجليزية: Genevieve Hecker)‏ هي لاعبة غولف أمريكية، ولدت في 19 نوفمبر 1883 في دارين في الولايات المتحدة، وتوفيت في 29 يوليو 1960 في بروكلين في الولايات المتحدة.